# Hongarije op de Europese kampioenschappen atletiek 2010
Hongarije was vertegenwoordigd door 23 atleten op de Europese kampioenschappen atletiek 2010.

## Deelnemers
| Onderdeel          | Mannen                                                                  | Vrouwen                       |
| ------------------ | ----------------------------------------------------------------------- | ----------------------------- |
| 200 m              |                                                                         | Barbara Petráhn               |
| 400 m              | Máté Lukács                                                             | Barbara Petráhn               |
| 800 m              | Tamás Kazi                                                              |                               |
| 1500 m             | Péter Szemeti                                                           |                               |
| 5000 m             |                                                                         | Anikó Kálovics Krisztina Papp |
| 10,000 m           |                                                                         | Zsófia Erdélyi Krisztina Papp |
| 3000 m steeple     |                                                                         | Lívia Tóth                    |
| 110 m horden       | Dániel Kiss Balázs Baji                                                 |                               |
| 20 km snelwandelen | Máté Helebrand                                                          |                               |
| Kogelstoten        | Lajos Kürthy                                                            | Anita Márton                  |
| Discuswerpen       | Róbert Fazekas Zoltán Kővágó                                            |                               |
| Hamerslingeren     | Kristóf Németh Krisztián Pars                                           | Éva Orbán                     |
| Speerwerpen        | Csongor Olteán                                                          |                               |
| 4x400 m            | Marcell Deák Nagy Máté Lukács Zoltán Kovács Gábor Pásztor László Bartha |                               |

## Resultaten

### 110m horden mannen
- Dániel Kiss: 
  - Reeksen: 1ste in 13,44 (Q)
  - Halve finale: 3de in 13,47 (Q)
  - Finale:  in 13,39
- Balázs Baji
  - Reeksen: 25ste in 14,01 (NQ)

### 200m vrouwen
- Barbara Petráhn
  - Reeksen: 20ste in 24,07 (NQ)

### 400m

#### Mannen
- Màté Lukacs
  - Ronde 1: 47,74 (NQ)

#### Vrouwen
- Barbara Petráhn
  - Reeksen: 16de in 53,78 (NQ)

### 800m mannen
- Tamás Kazi
  - Reeksen: 16de in 1.50,21

### 1500m mannen
- Péter Szemeti
  - Reeksen: 26ste in 3.52,14 (NQ)

### 3000m steeple
- Lívia Tóth
  - Reeksen: 10.03,97 (NQ)

### 10000m vrouwen
- Zsófia Erdélyi: 13de in 34.57,77
- Krisztina Papp: 8ste in 32.49,05

### 20km snelwandelen
- Maté Helebrandt: DNF

### 4x400m

#### Mannen
- Reeksen: 13de in 3.08,32 (NQ)

### Hamerslingeren

#### Mannen
- Krisztián Pars
  - Kwalificatie: 76,48m (Q)
  - Finale:  met 79,06m
- Kristóf Németh
  - Kwalificatie: 74,28m (q)
  - Finale: 9de met 73,93m

#### Vrouwen
- Éva Orbán
  - Kwalificatie: 68,59m (q)
  - Finale: 12de met 64,99m

### Kogelstoten

#### Mannen
- Lajos Kürthy
  - Kwalificatie: 16de met 19,15m (NQ)

#### Vrouwen
- Anita Marton:
  - Kwalificatie: 17,84m (Q)
  - Finale: 17,78m (11de)

### Speerwerpen mannen
- Csongor Olteán
  - Kwalificatie: 13de met 76,53m (NQ)

### Discuswerpen mannen
- Róbert Fazekas
  - Kwalificatie: 4de met 64,30m (Q)
  - Finale:  met 66,43m (SB)
- Zoltán Kővágó
  - Kwalificatie: 21ste met 59,04m (NQ)

Albanië · Andorra · Armenië · Azerbeidzjan · België · Bosnië en Herzegovina · Bulgarije · Cyprus · Denemarken · Duitsland · Estland · Finland · Frankrijk · Georgië · Gibraltar · Griekenland · Groot-Brittannië · Hongarije · Ierland · IJsland · Israël · Italië · Kroatië · Letland · Liechtenstein · Litouwen · Luxemburg · Macedonië · Malta · Moldavië · Monaco · Montenegro · Nederland · Noorwegen · Oekraïne · Oostenrijk · Polen · Portugal · Roemenië · Rusland · San Marino · Servië · Slovenië · Slowakije · Spanje · Tsjechië · Turkije · Wit-Rusland · Zweden · Zwitserland